# Владимир Винек
Владимир Винек (15. мај 1901, Кашина, Загреб — 1945, Лепоглава) је бивши југословенски фудбалски репрезентативац.

## Каријера
Целу своју фудбалску каријеру Владимир Винек је провео загребачком ХАШКу, од 1919. до 1926. године.

## Репрезентација
Прву утакмицу за репрезентацију Краљевине СХС Винек је одиграо 22. јуна 1922. у мечу против Румуније одиграном у Београду, који се завршио резултатом 1:2 за Румунију. А последњи пут за репрезентацију је играо на Летњим олимпијским играма 1924., када је Југославија убедљиво поражена са 7:0 од Уругваја, који ће касније и победити на том турниру. Први гол у репрезентативном дресу је постигао 1. јуна 1922. у 35. минуту на стадиону ХАШК-а у Загребу у мечу са Пољском, мада тај гол није много помогао пошто је Пољска на крају добила са 1:3. Последњи пут за репрезентацију је постигао гол 10. јуна 1923. у мечу против Румуније одиграном у Букурешту, али овога пута је био прецизан два пута, у 23. и 39. минуту, чиме је допринео победи од 2:1 над Румунијом. За репрезентацију Краљевине СХС је одиграо укупно 6 утакмица, а постигао је 3 гола.